# Баренц (остров)
Баренц (на норвежки: Barentsöya) е остров в Северния ледовит океан, четвърти по големина в норвежкия архипелаг Свалбард. Разположен е в централната част на архипелага. Площ – 1288 km². На север тесен проток го отделя от най-големия остров Шпицберген, а на юг протока Фримен – от остров Едж. Бреговете му са високи, стръмни, на места отвесни, но за разлика от останалите острови на архипелага са по-слабо разчленени. Изграден е основно от хоризонтално лежащи мезозойски варовици и шисти, разположени върху силно смачкани и метаморфозирани скали с палеозойска възраст. На запад основният чехъл е пронизан от базалти с максимална височина до 610 m. Централната му част е заета от ледена шапка с площ 558 km², от която по широки долини до морето се спускат ледени езици: Дуквиц, Фримен и др. Свободните от лед участъци са заети от арктична тундра, в която виреят основно мъхове и лишеи. Няма постоянни населени места.
Остров Баренц е открит през 1613 г. от английския полярен мореплавател Томас Едж и наименуван в чест на нидерландския полярен изследовател Вилем Баренц, окривател на архипелага Свалбард.